# MZ Baghira
La MZ Baghira è una motocicletta prodotta dalla casa motociclistica tedesca Motorradwerk Zschopau dal 1997 al 2008.

## Profilo e contesto
La moto venne presentata alla stampa nella primavera del 1997, in due versioni: la Baghira (enduro) e la versione motard senza carenatura chiamata Mastiff.

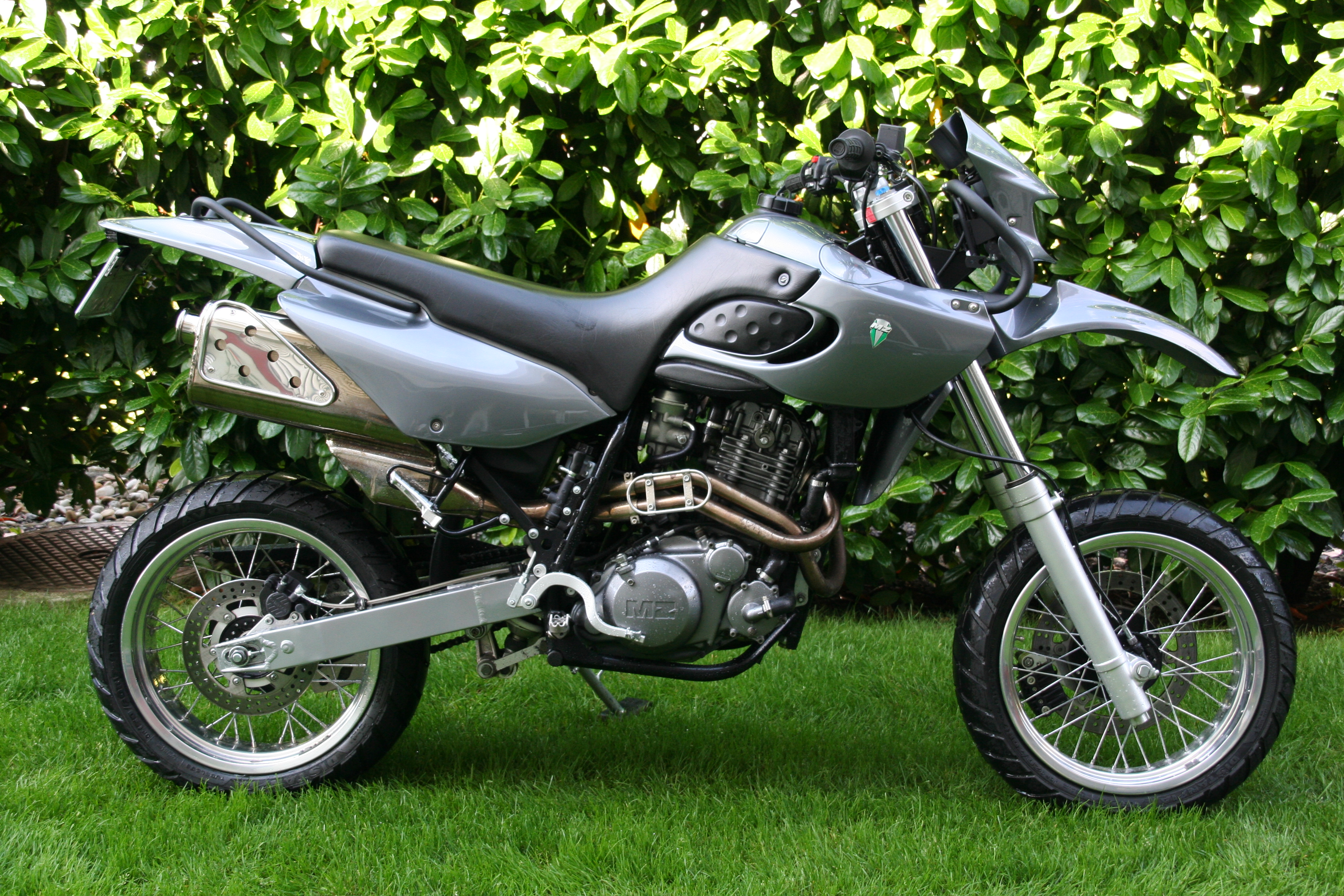
Baghira Streetmoto

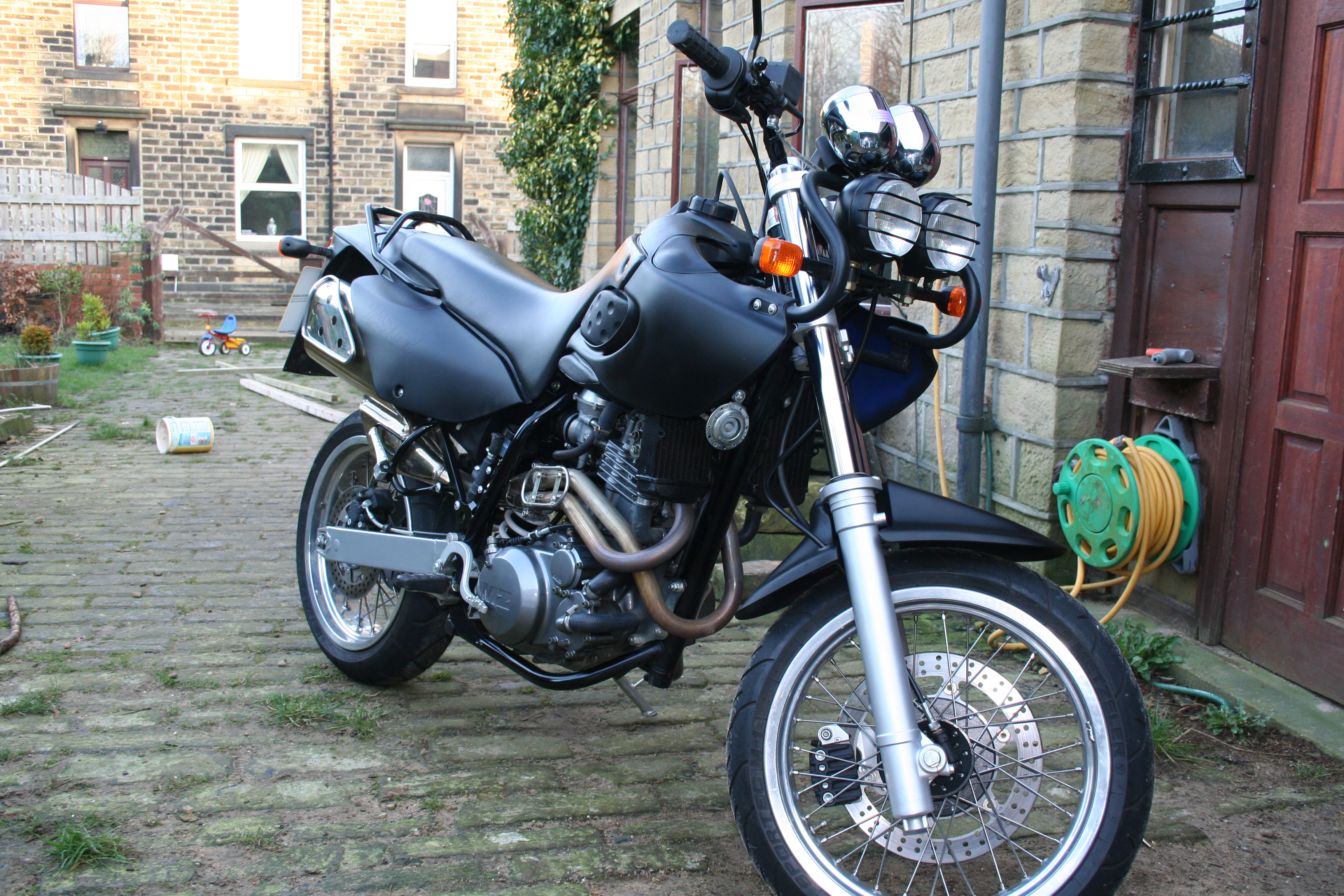
Mastiff

La moto era spinta da motore a quattro tempi derivato dalla Yamaha XTZ 660 Ténéré, dalla potenza di circa 50 CV con architettura monocilindrica dalla cilindrata di 660 cc, distribuzione a 5 valvole e raffreddamento ad aqua.
Il telaio in acciaio era rivestito con una carenatura in plastica prodotte dalla Acerbis, la forcella posteriore proveniva dalla WP Suspension, la forcella anteriore da 46 mm dalla Paioli e l'impianto frenante era della Grimeca.
La gamma di modelli della Baghira comprendeva due versioni: la classica Enduro e la Supermoto (chiamata Baghira Streetmoto). 

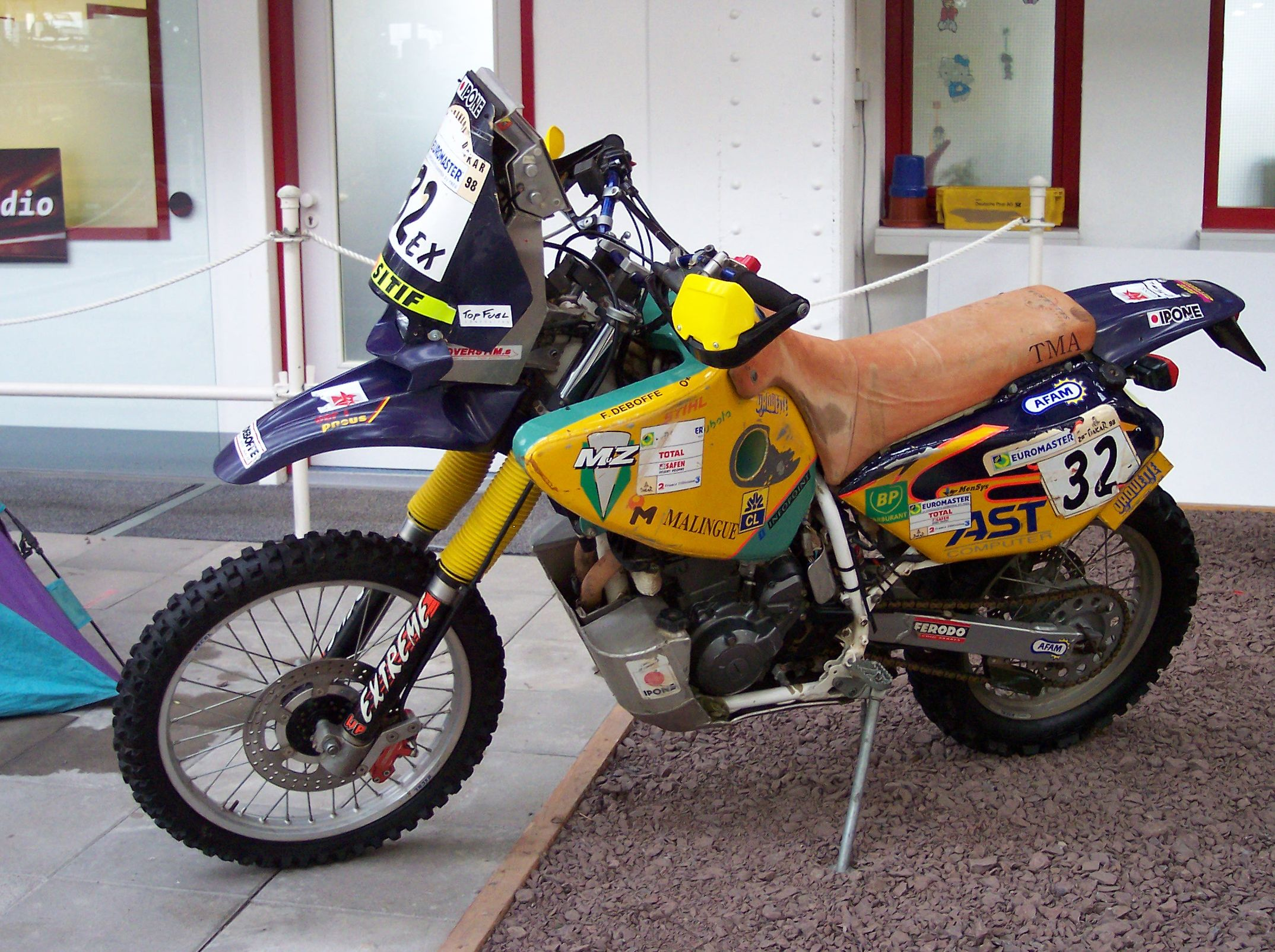
Baghira Rallye Dakar

La Mastiff, entrata sul mercato come versione motard senza carenatura contemporaneamente alla Baghira, era in gran parte identica nella costruzione. Le differenze si concentravano sui parafanghi anteriori, sul quadro strumenti e i fanali doppi circolari. Inoltre, la Mastiff aveva un forcellone posteriore più corto, una forcella anteriore anch'essa più corta e un'altezza della sella ridotta.
Successivamente tra la fine del 1999 e inizio 2000 venne introdotto un'altra versione chiamata Black Phanter, caratterizzata dal colore nero e da una serie di modifiche meccaniche.

## Attività sportiva

### Rally Parigi-Dakar
Nel 1998, su iniziativa dell'importatore francese, MZ partecipò al Rally Parigi-Dakar. Due delle quattro moto partite, arrivarono al traguardo e conquistando il 36º e il 53º posto nella classifica motociclistica.